# Semper talis
Semper talis (lateinisch: stets gleich) ist der Wahlspruch des Wachbataillons beim Bundesministerium der Verteidigung und des mit ihm verbundenen Traditionsverbands des 1. Garde-Regiments zu Fuß und seiner Nachfolgeverbände (Semper talis Bund e. V.).

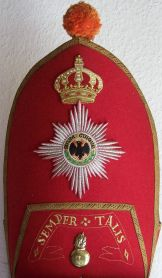
Grenadiermütze

Bereits auf den Grenadiermützen der Riesengarde des Soldatenkönigs, Friedrich Wilhelm I. von Preußen, war das Motto Semper Talis aufgestickt und wurde von den Nachfolgeverbänden beibehalten. Das I. Bataillon des 1. Garde-Regiments zu Fuß trug bis 1918 über dem Helmadler der Pickelhaube ein Schriftband, das sogenannte Semper-Talis-Band. Auf den Grenadiermützen russischen Musters, die diesem Regiment vom russischen Zaren geschenkt worden waren und die nur zu besonderen Anlässen getragen wurden, hatte das I. Bataillon ein ebensolches metallenes Schriftband.
Nachdem das Regiment vom preußischen König neue Grenadiermützen friderizianischen Musters erhalten hatte (I. Bataillon wieder mit Semper-Talis-Band), wurden die früheren Grenadiermützen an das Kaiser Alexander Garde Grenadier Regiment Nr.1 abgegeben und die Schriftbänder entfernt. Aus diesem Grund sind noch heute bei erhaltenen Stücken des I. Bataillons über dem Gardestern zwei Löcher im Mützenschild, in denen früher die Befestigungsösen des Semper-Talis-Bandes steckten.
Nach dem Ersten Weltkrieg und der Auflösung der Verbände der Alten Armee bildete sich der Semper Talis Bund e. V. als Verein für die ehemaligen Angehörigen des 1. Garde-Regiments zu Fuß. Die Tradition wurde in der Reichswehr zunächst dem 9. (Preußischen) Infanterie-Regiment und dem in der Wehrmacht umbenannten Infanterieregiment 9 in Potsdam übertragen und bis 1945 gepflegt.
Nach Aufstellung des Wachbataillons beim Bundesministerium der Verteidigung im Jahre 1957 wurden unverzüglich Verbindungen mit dem Semper Talis Bund angeknüpft und in der Folge die Pflege der Tradition übernommen.
Im Zusammenhang mit dem Auffinden des Möllendorffdegens wurde die Tradition auch vom Bundespräsidenten anerkannt. Seit Mitte des 19. Jahrhunderts wurde im 1. Garde-Regiment zu Fuß und danach bis in das Infanterieregiment 9 dieser Degen geführt. 1945 wurde er vom letzten Träger, um ihn vor der anrückenden Roten Armee zu schützen, in Potsdam vergraben und erst 1991 von seinen Söhnen wieder ausgegraben. Die Anfrage an das Bundespräsidialamt, wem dieser Degen nunmehr gehöre bzw. wer Rechtsnachfolger der genannten Regimenter sei, wurde vom damaligen Bundespräsidenten, Richard von Weizsäcker, der selbst Hauptmann im Infanterieregiment 9 war, dahingehend beantwortet, dass der Degen an das Wachbataillon abzugeben sei, da es die Tradition der Regimenter fortführe.
Nach Nr. 22 Absatz 2 des Traditionserlasses von 1982 werden allerdings „Traditionen von Truppenteilen ehemaliger deutscher Streitkräfte“ nicht an Bundeswehrtruppenteile verliehen.